# Shuangyang
Shuangyang (双阳区,  Shuāngyáng Qū) ist ein chinesischer Stadtbezirk in der Provinz Jilin im Nordosten der Volksrepublik China. Er gehört zum Verwaltungsgebiet der Unterprovinzstadt Changchun, der Provinzhauptstadt. Der Stadtbezirk hat eine Fläche von 1.677 km² und zählt 377.803 Einwohner (Stand: Zensus 2010).

## Administrative Gliederung
Auf Gemeindeebene setzt sich der Stadtbezirk aus vier Straßenvierteln, drei Großgemeinden und einer Gemeinde (der Hui) zusammen.